# Frieden (Fernsehserie)
Frieden (internationaler Titel Labyrinth of Peace) ist eine schweizerische Historiendrama-Miniserie, die von Petra Volpe geschrieben und von Michael Schaerer inszeniert wurde. Sie wurde in der Schweiz ab dem 8. November 2020 auf SRF 1 erstausgestrahlt; in Deutschland wurde sie auf Arte am 18. März 2021 in der Mediathek veröffentlicht und am 25. März 2021 (Folgen 1 bis 3) und 1. April 2021 (Folgen 4 bis 6) im Fernsehen ausgestrahlt.
Die Serie folgt drei jungen Erwachsenen einer Familie in der Schweizer Aufbruchzeit nach dem Zweiten Weltkrieg und behandelt unter anderem das Thema der Buchenwald-Aktion. Zwei Darsteller gewannen einen Schweizer Fernsehfilmpreis.

## Handlung
Die Serie spielt in der Schweiz im Sommer 1945 kurz nach dem Ende des Zweiten Weltkriegs und dreht sich um die Familie Tobler der Tuchfabrik Frei AG. Die Verantwortung um diese soll der über Klara Tobler erst neu eingeheiratete Johann Leutenegger übernehmen und sie durch schwere Zeiten retten, weil sein Schwiegervater Alfred dies gesundheitlich nicht mehr kann. Währenddessen engagiert Klara sich in einem Flüchtlingsheim für jugendliche KZ-Überlebende aus Buchenwald und Johanns Bruder Egon, ein Beamter der Bundesanwaltschaft und während des Krieges Aktivdienstler, ermittelt zu einem Kriegsverbrecher, wobei Verbindungen zu Carl Frei und der Firma aufkommen. Bald muss sich Johann entscheiden: für die Firma oder gegen Nazis.

## Episodenliste
| Nr. | Deutscher Titel | Originaltitel | Erstausstrahlung Schweiz | Deutschsprachige Erstveröffentlichung (D) | Regie            | Drehbuch    |
| --- | --------------- | ------------- | ------------------------ | ----------------------------------------- | ---------------- | ----------- |
| 1   | Folge 1         | Folge 1       | 8. Nov. 2020             | 18. März 2021                             | Michael Schaerer | Petra Volpe |
| 2   | Folge 2         | Folge 2       | 8. Nov. 2020             | 18. März 2021                             | Michael Schaerer | Petra Volpe |
| 3   | Folge 3         | Folge 3       | 9. Nov. 2020             | 18. März 2021                             | Michael Schaerer | Petra Volpe |
| 4   | Folge 4         | Folge 4       | 9. Nov. 2020             | 18. März 2021                             | Michael Schaerer | Petra Volpe |
| 5   | Folge 5         | Folge 5       | 11. Nov. 2020            | 18. März 2021                             | Michael Schaerer | Petra Volpe |
| 6   | Folge 6         | Folge 6       | 11. Nov. 2020            | 18. März 2021                             | Michael Schaerer | Petra Volpe |

## Besetzung

### Hauptfamilie
| Darsteller       | Rolle                           | Beschreibung                           |
| ---------------- | ------------------------------- | -------------------------------------- |
| Annina Walt      | Klara Leutenegger, geb. Tobler  | Johanns Ehefrau, Lehrerin              |
| Max Hubacher     | Johann Leutenegger              | Klaras Ehemann, Textilunternehmer      |
| Dimitri Stapfer  | Egon Leutenegger                | Johanns Bruder, Bundesbeamter          |
| Therese Affolter | Elsie Leutenegger               | Klaras Schwiegermutter, Herbergsmutter |
| Sylvie Rohrer    | Lisbeth-Marie Tobler, geb. Frei | Klaras Mutter, Holocaustleugnerin      |
| Urs Bosshardt    | Alfred Tobler                   | Klaras Vater, Fabrikpatron             |
| Stefan Kurt      | Carl Frei                       | Lisbeths Bruder, Wirtschaftsanwalt     |

### Weitere
| Darsteller         | Rolle              | Beschreibung                 |
| ------------------ | ------------------ | ---------------------------- |
| Miron Sharshunov   | Jenkele            | Buchenwald-Buben             |
| Jan Hrynkiewicz    | Herschel           | Buchenwald-Buben             |
| Gustav Strunz      | Lev                | Buchenwald-Buben             |
| Adrian Grünewald   | Samuel             | Buchenwald-Buben             |
| Fabian Guggisberg  | Oskar              | Vorarbeiter der Fabrik       |
| Lou Strenger       | Dorothy Rosenberg  | amerikanische Journalistin   |
| Oscar Bingisser    | Hans Obrecht       | Heimleiter                   |
| Britta Güntert     | Gitti Müller       | Heimbetreuerinnen            |
| Caroline Imhof     | Charlotte Odermatt | Heimbetreuerinnen            |
| Matthias Lier      | Rudolf Schneider   | deutscher Chemiker           |
| Stephan Bissmeier  | Wilhelm Scholz     | Altnazi, Lisbeths Affäre     |
| Sarah Sophia Meyer | Rosa Hodler        | Egons Kollegin               |
| Laetitia Dorén     | Renate             | Tochter von Rudolf Schneider |
| Thomas Douglas     | Andrew Meyers      | CIA-Agent                    |

## Entwicklung
Frieden stammt von Petra Volpe, die die Idee entwickelt und das Drehbuch geschrieben hat. Auf den Stoff sei sie zufällig gestoßen, zunächst die Rattenlinien, Fluchtrouten der Nazis, von denen eine auch durch Bern geführt habe. Wenig später las sie von der Buchenwald-Aktion, in deren Rahmen die Schweiz als humanitäre Hilfe Kinder und Jugendliche aus dem KZ Buchenwald aufnahm. «Das fand ich eine perverse Situation, Opfer und Täter waren gleichzeitig in der Schweiz.» Volpe wollte eigentlich einen Kinofilm schreiben, doch der Stoff war so umfassend, dass sie sich mit Produzent Reto Schärli für das Format einer Miniserie entschied. Die Arbeit, den Stoff in das Drehbuch zu verdichten, dauerte neun Jahre lang. Als Quelle zu den Buchenwaldkindern diente, auch der Hauptdarstellerin Annina Walt, das Buch «Gegen den Strom der Finsternis» der Flüchtlingshelferin Charlotte Weber, die das Kinderheim Felsenegg geleitet hatte.

## Produktion
Die Serie wurde vom SRF in Zusammenarbeit mit Zodiac Pictures und in Co-Produktion mit Arte produziert. Die Dreharbeiten fanden über drei Monate bis in den September 2019 mit einem Gesamtbudget von rund acht Millionen Franken unter anderem in den Kantonen Glarus und Freiburg statt. Als Kulissen dienten etwa das Leglerareal in Diesbach GL als Fabrik, historische Gebäude in Ennenda wie auch die Villa St. Charles Hall am Vierwaldstättersee. Die Musik zur Serie wurde von Annette Focks komponiert und von dem FILMharmonic Orchestra aus Prag unter Dirigent Adam Klemens eingespielt.

## Ausstrahlung
Die Serie erschien in der Schweiz auf dem Sender SRF 1 in Doppelfolgen ab dem 8. November 2020. In Deutschland erfolgte die Erstausstrahlung auf Arte. Am 25. März 2021 wurden die Folgen 1 bis 3, und am 1. April 2021 die Folgen 4 bis 6 gesendet.

## Rezeption
Die Kritik äusserte sich zum Drama und dessen Darstellung positiv:

„[Schaerers] Regie ist eine subtile und höchst gekonnte Montage paralleler Handlungsstränge. Begeistert ist man darum, weil jeder dieser Handlungsstränge für sich allein zu überzeugen vermag. Dazu trägt auch die Drehbucharbeit entscheidend bei.“

„Die neue SRF-Serie «Frieden» wird geradezu gefeiert“

„«Frieden» ist das Beste, was SRF seit langem produziert hat.“

„«Frieden» ist eine spannende und bildgewaltige Aufarbeitung eines bisher wenig beachteten Stücks Schweizer Geschichte“

„Auch die Vergangenheit der Schweiz ist als Echo in der Gegenwart zu hören.“

## Auszeichnungen
Schweizer Fernsehfilmpreis 2021:
- Beste Darstellerin, an Annina Walt
- Bester Darsteller, an Dimitri Stapfer